# جاوید اقبال (لاهوری)
جاوید اقبال (1924-۲۰۱۵) فیلسوف و قاضی اهل پاکستان است.  قاضی ارشد دادگاه عالی پاکستان و در سطح بین المللی به دلیل انتشارات تحسین برانگیز خود در مورد فلسفه حقوق و فلسفه نوین اسلامی در مجلات بین المللی و ملی شناخته شده بود. او فرزند شاعر و فیلسوف محمد اقبال بود. جاوید کتاب های مختلفی در مورد جنبش ملی گرایی و ایدئولوژی سیاسی پاکستان تالیف کرد. جاوید به غیر از فلسفه، شغل پرباری در قوه قضاییه پاکستان داشت و پیش از ارتقاء به دادگاه عالی، رئیس سابق دادگاه عالی لاهور بود.

## زندگی
جاوید اقبال در سیالکوت، پنجاب، هند بریتانیا در 5 اکتبر 1924 از علامه محمد اقبال و همسر دومش سردار بیگم به دنیا آمد. مادرش در 11 سالگی و پدرش در 14 سالگی در سال 1938 درگذشتند.
جاوید مدرک لیسانس در سال 1944 از کالج دولتی لاهور. مدرک کارشناسی ارشد در زبان انگلیسی و مدرک کارشناسی ارشد در فلسفه (دارنده مدال طلا) در سال 1948; مدرک دکترای فلسفه در سال 1954 از دانشگاه کمبریج، انگلستان. و وکیل دادگستری لندن، در سال 1956. او مدرک دکترای افتخاری را از دانشگاه ویلانوا، ایالات متحده، و دانشگاه سلجوقی در اردن دریافت کرده است.

## مسیر شغلی
جاوید به عنوان وکیل در دادگاه عالی لاهور شروع به کار کرد و بعداً در سال 1971 قاضی و سپس رئیس دادگاه شد. او همچنین قاضی دادگاه عالی پاکستان و عضو منتخب مجلس سنای پاکستان (مجلس علیا) بود.
او مقالاتی در زمینه اندیشه سیاسی اسلامی، ایدئولوژی سیاسی در پاکستان و فلسفه پدرش محمد اقبال منتشر کرد که در مجلات داخلی و بین المللی به چاپ رسیده است. در سالهای 1960-1962 و در سال 1977 نماینده پاکستان در مجمع عمومی سازمان ملل متحد بود.
او از دوره حکومت ژنرال ضیاء الحق به نفع اصلاحات در قوانین پاکستان استدلال کرد. جاوید اقبال در انتخابات عمومی سال 1970 پاکستان با ذوالفقار علی بوتو رقابت کرد، اما در نهایت تصمیم گرفت سیاست را ترک کند و پیشنهاد بوتو برای پیوستن به حزب خلق پاکستان را رد کرد.
او با نصیره اقبال، قاضی بازنشسته دادگاه عالی لاهور ازدواج کرده بود.

## آثار
- ایدئولوژی پاکستان (1959)
- بازتاب های سرگردان: یادداشتی از اقبال (1961)
- میراث قائد اعظم (1968، منتشر شده به زبان انگلیسی و اردو)
- مای لالا فام (1968، مجموعه مقالات در مورد اقبال، به زبان اردو)
- زنده رود (1984، زندگینامه اقبال در سه جلد، به زبان اردو)
- افکار اقبال (1994، تفسیر اندیشه اقبال)
- پاکستان و جنبش لیبرال اسلامی (1994).
- جهان اول جاوید: دارم، افسانه، مقاله
- اسلام و هویت پاکستان
- مفهوم دولت در اسلام: یک ارزیابی مجدد
- آپنا گربان چااک (زندگی نامه) (2002)
- زندگی پس از اقبال (2016، انتشارات Fastprint، انگلستان توسط سبینه خان) ISBN 978-1784563325.